# Châtillon-de-Michaille
Châtillon-de-Michaille era una comuna francesa que estaba situada en el departamento de Ain, de la región de Auvernia-Ródano-Alpes, que en 1973 pasó a formar parte de la comuna de Châtillon-en-Michaille.

## Historia
El comercio fue importante, estimulado por el eje Lyon-Ginebra. Pero comenzó a declinar con la llegada del ferrocarril en 1858 a la vecina Bellegarde. El declive continuó, pues los servicios administrativos y los empleos se desplazaron a Bellegarde, que el 13 de agosto de 1913 fue nombrada cabecera del cantón en sustitución de Châtillon-en-Michaille.
Durante la Segunda Guerra Mundial sufrió daños por la llegada de los alemanes en junio de 1940, así como represalias por la actividad del maquis local, tales como la toma de trescientos habitantes como rehenes.
La población siguió cayendo hasta 1946. 

## Demografía
| Gráfica de evolución demográfica de Ochiaz entre 1800 y 1968 |
|                                                              |

Los datos demográficos contemplados en este gráfico se han cogido de la página francesa EHESS/Cassini.